# Stade Cerro del Espino
Le stade Cerro del Espino est un stade situé à Majadahonda (communauté de Madrid, Espagne). Inauguré en septembre 1995, c'est dans ce stade que le Rayo Majadahonda dispute ses matches. Le stade est également utilisé par la section féminine de l'Atlético de Madrid, et l'équipe réserve de l'Atlético.
Le stade peut accueillir 3 865 spectateurs.